# Predeal
Predeal (maghiară Predeál) este un oraș în județul Brașov, la limita între regiunile istorice Muntenia și Transilvania, România, format din localitățile componente Pârâul Rece, Predeal (reședința), Timișu de Jos și Timișu de Sus.
Este orașul situat la cea mai mare altitudine din România (1.030–1.110 m).

## Așezare geografică

Carpații Meridionali

Coordonatele Predealului sunt 45' 30" latitudine Nordică și 25' 26" longitudine Estică. Localitatea se învecinează cu mai multe orașe, astfel: în Sud cu orașul Azuga, în Sud-Vest cu orașul Bușteni, în Nord-Vest cu orașul Râșnov iar în Nord cu Municipiul Brașov.
Predealul este așezat pe Valea Prahovei, lângă trecătoarea cu același nume din Carpații Meridionali, la altitudinea de 1.060 m, într-o trecătoare între Muntenia și Transilvania. Localitatea are ca delimitări râurile Prahova la sud și Timiș la nord. Orașul este delimitat de 3 masive: Postăvarul, Piatra Mare și Bucegi.
Până la Unirea din 1 decembrie 1918, Predeal a fost localitatea de frontieră a Regatului României cu Împărăția habsburgică, clădirea postului de grăniceri mai existând și astăzi.

### Transport
Orașul este străbătut de două drumuri naționale, respectiv DN1 și DN73A. De asemenea, pe raza localității se regăsesc traseele a două drumuri comunale, respectiv DC15 (Bulevardul Libertății) și DC15A (Strada Trei Brazi).
Cel mai apropiat aeroport este noul aeroport internațional Brașov-Ghimbav aflat la o distanță de 42 de km folosind șoseaua DN73A.

### Climă
Climatul montan din zona Valea Prahovei, cu verile răcoroase și iernile friguroase, face ca stațiunea Predeal să fie de un real interes turistic în toate anotimpurile. Orașul Predeal este recomandat atât pentru recreere cât și pentru refacere din convalescență prin aerul său cu umiditate ridicată și nepoluat, dar și pentru practicarea sporturilor de iarnă, precum ski, snowboard sau săniuș.

## Istoric
Zona văii superioare a Prahovei a fost populată începând cu secolul al XVII-lea, când au început să se așeze scutelnicii de pe lângă mănăstirea Sinaia. Până în 1852, însă, punctul muntenesc de vamă între Țara Românească și Transilvania a fost la Breaza, în acel an mutându-se în comuna Predeal, impulsionând dezvoltarea turismului. Până în 1874 intravilanul de astăzi al Predealului făcea parte din domeniul comunei Podul Neagului (azi parte a orașului Comarnic), care cuprindea tot ținutul de pe valea superioară a Prahovei; comuna Predeal s-a înființat în 1864. când Podul Neagului și Posada s-au alipit comunei Comarnic, restul satelor formând comuna Predeal, cu reședința la Bușteni, apoi (după 1874) la Predeal și apoi la Azuga.
La 31 mai 1874 a fost semnată la București convenția dintre România și Austro-Ungaria privind construirea liniei ferate Ploiești-Brașov, cu joncțiunea la punctul Predeal. Așezarea Predeal s-a format prin construcția și darea în folosință a liniei ferate și a gării de la frontiera dintre România și Austro-Ungaria, Gara Predeal. În anul 1882 s-a făcut la Predeal joncțiunea liniei ferate Ploiești-Predeal-Timișu de Sus-Brașov.
În 1880 pe înălțimea Zambroi s-a descoperit un depozit/tezaur de coliere din epoca bronzului mijlociu a cărui apartenență culturală nu a putut fi precizată.
În anul 1908 Buștenii și Poiana Țapului s-au desprins de Predeal, iar la 20 mai 1912 s-a desprins și Azuga, Predealul devenind comună autonomă, în plasa Peleș a județului Prahova, având în 1925 un număr de 1.524 de locuitori.
Parohia ortodoxă din Predeal a fost înființată în anul 1926. La recensământul din 1930, Predealul număra 596 locuitori.
În 1950, Predealul a devenit parte a orașului regional Stalin, din regiunea Stalin, denumite începând cu 1960 orașul regional Brașov și regiunea Brașov. În 1968, a fost organizat orașul Predeal în cadrul județului Brașov, Predealul primind în componență, pe lângă orașul propriu-zis, și satele Pârâul Rece, Timișu de Jos și Timișu de Sus.

## Demografie
Componența etnică a orașului Predeal
     Români (83,61%)
     Alte etnii (1,72%)
     Necunoscută (14,68%)
Componența confesională a orașului Predeal
     Ortodocși (78,66%)
     Romano-catolici (3,16%)
     Alte religii (2,19%)
     Necunoscută (16%)
Conform recensământului efectuat în 2021, populația orașului Predeal se ridică la 4.020 de locuitori, în scădere față de recensământul anterior din 2011, când fuseseră înregistrați 4.755 de locuitori. Majoritatea locuitorilor sunt români (83,61%), iar pentru 14,68% nu se cunoaște apartenența etnică. Din punct de vedere confesional, majoritatea locuitorilor sunt ortodocși (78,66%), cu o minoritate de romano-catolici (3,16%), iar pentru 16% nu se cunoaște apartenența confesională.
|  | Graficele sunt indisponibile din cauza unor probleme tehnice. Mai multe informații se găsesc la Phabricator și la wiki-ul MediaWiki. |

Date: Recensăminte sau birourile de statistică - grafică realizată de Wikipedia

## Politică și administrație
Orașul Predeal este administrat de un primar și un consiliu local compus din 13 consilieri. Primarul, Sorin-Ioan Ciobanu[*], de la Partidul Național Liberal, este în funcție din octombrie 2020. Începând cu alegerile locale din 2024, consiliul local are următoarea componență pe partide politice:
|  | Partid                                          | Consilieri | Componența Consiliului | Componența Consiliului | Componența Consiliului | Componența Consiliului | Componența Consiliului |
|  | ----------------------------------------------- | ---------- | ---------------------- | ---------------------- | ---------------------- | ---------------------- | ---------------------- |
|  | Partidul Social Democrat                        | 5          |                        |                        |                        |                        |                        |
|  | Partidul Național Liberal                       | 5          |                        |                        |                        |                        |                        |
|  | Alianța Dreapta Unită                           | 2          |                        |                        |                        |                        |                        |
|  | Partidul Alternativa pentru Demnitate Națională | 1          |                        |                        |                        |                        |                        |

## Obiective turistice
În prezent, Predealul este cunoscut mai ales prin sporturile de iarnă, oferind posibilitatea de a schia pe 5 pârtii, datorită telescaunului și teleschiurilor de care dispune.
Stațiunea Predeal este recomandată tratamentului neurasteniei, pentru revigorarea organismelor slăbite, pentru recuperarea ulterioară suprasolicitărilor fizice sau intelectuale, pentru tratamentul tulburărilor endocrine și al problemelor de creștere ale copiilor.
Principalii factori de cură sunt aerul curat, fără praf sau alți agenți alergici, bogat în ozon și radiații ultraviolete, atmosferă ionizată și presiunea relativ scăzută a aerului.
Printre obiectivele turistice mai importante se pot aminti: mânăstirea Predeal, cimitirul legionar de la Predeal (aflat în spatele Mânăstirii Predeal), vila mareșalului Antonescu (situată în zona Cioplea din Predeal), statuia eroului-poet Mihail Săulescu (situată la intrarea în Predeal dinspre Brașov), biserica „Sf. Împărați Constantin și Elena” (aflată în centrul orașului Predeal).

Biserica „Sf. Împărați Constantin și Elena” din Predeal

### Mănăstirea Predeal
Ctitorul mânăstirii a fost Ioanichie Ieromonahul și Duhovnicul. Un pomelnic cu aspect de cronică, scris la 20 mai 1821, recunoaște data înființării „la anul 1774, în luna iunie în 20”, când acest preot călugăr a cerut și a obținut terenul de construcție de la „prea cinstitul boier vel paharnic, Grigorie Buzoianu”.

## Sport
Din punct de vedere fotbalistic, orașul a fost reprezentat în competițiile naționale de echipa "Bucegi Predeal", desființată în 2013.

## Personalități legate de Predeal
- Poetul Mihail Săulescu a murit la data de 30 septembrie 1916, pe frontul de la Predeal.
- La Predeal a petrecut o bună parte a vieții sale Wilhelm de Wied, principele Albaniei. Tot aici a murit în anul 1945.

## Primarii orașului
- 1996[15] - 2000 - Vestea Mihail, Independent
- 2000[16] - 2004 - Vestea Mihail, Independent
- 2004[17] - 2008 - Vestea Mihail, Independent
- 2008[18] - 2012 - Goidescu Ionel, de la PDL
- 2012[19] - 2016 - Cocoș Liviu, de la PNL
- 2016 - 2020 - Cocoș Liviu, de la PNL (suspendat în 2017)
- 2020[20] - 2024 - Ciobanu Sorin Ioan , de la PNL

## Legături externe

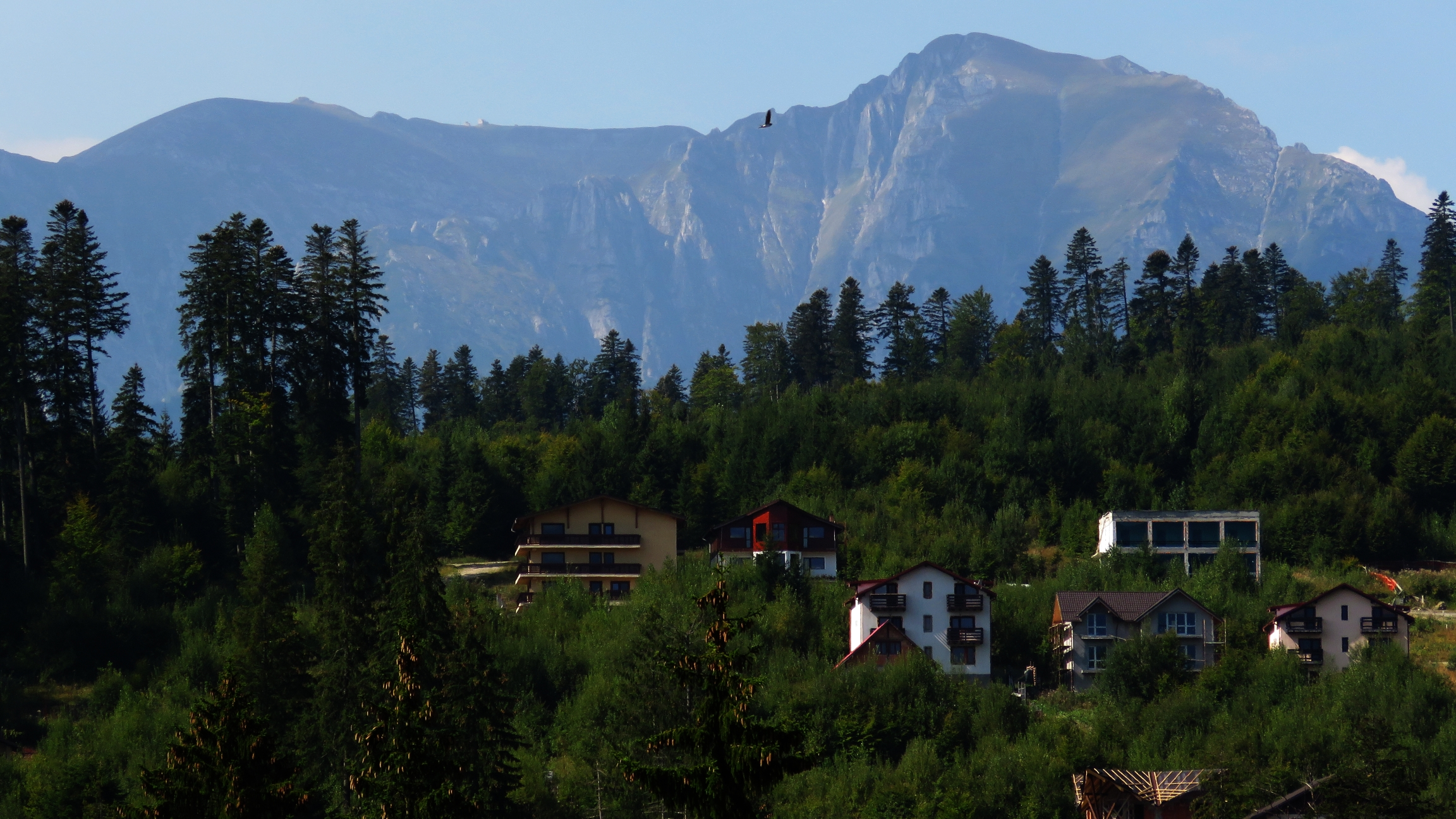
Vedere din Predeal

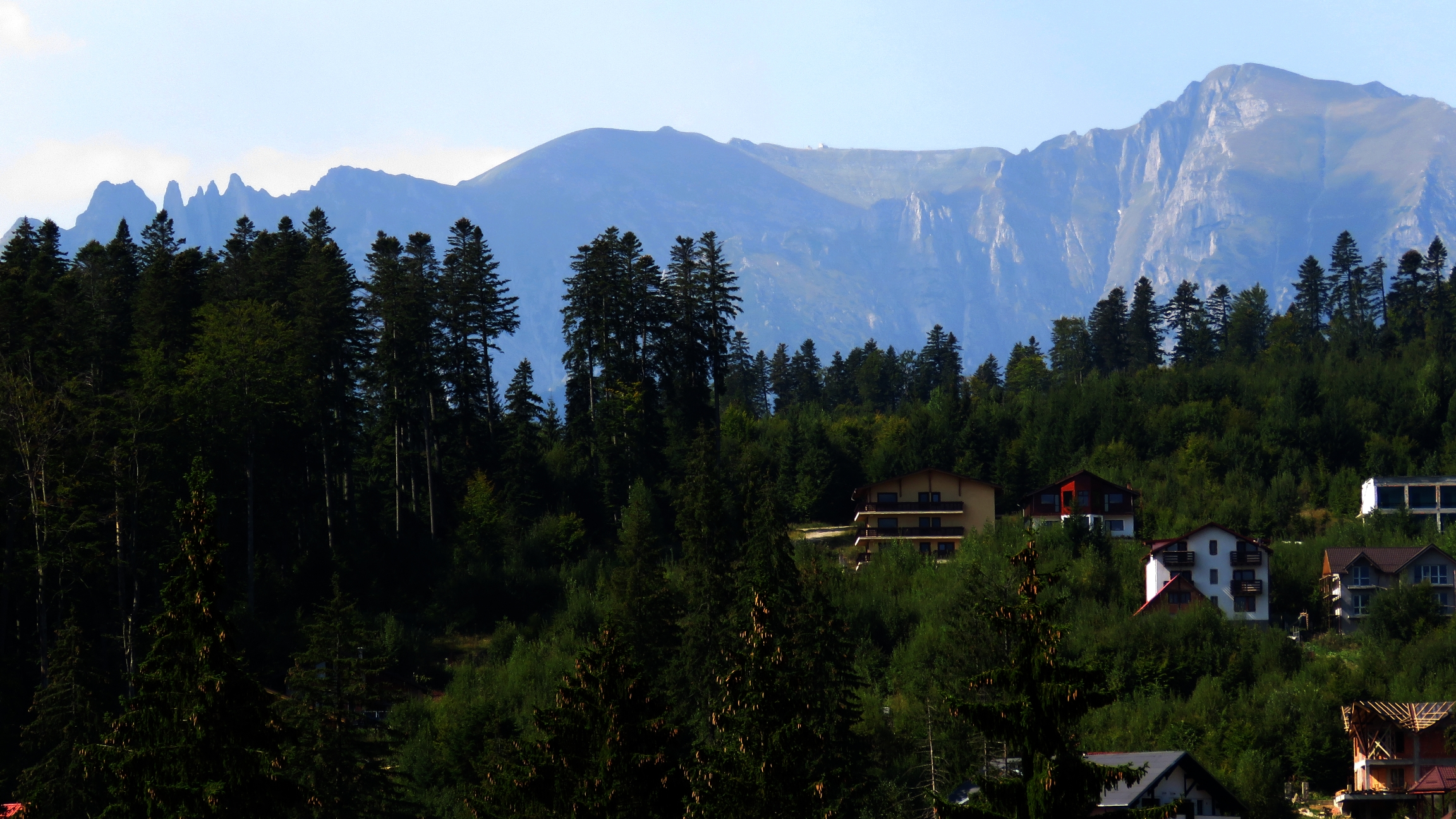
Vedere din Predeal 1

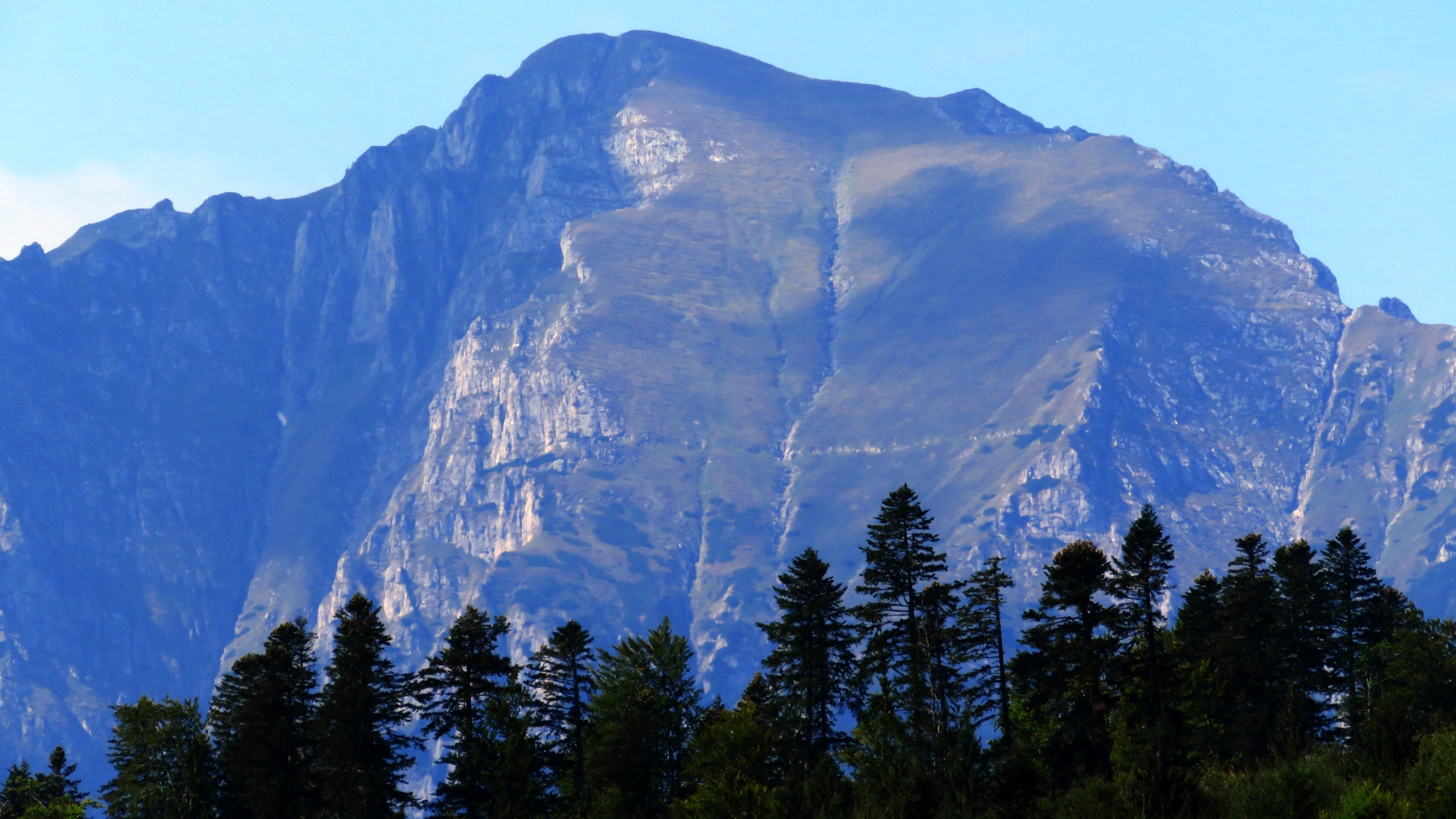
Vedere din Predeal - varful Bucsoiu din muntii Bucegi